# Saint-Michel-de-Veisse
Saint-Michel-de-Veisse är en kommun i departementet Creuse i regionen Nouvelle-Aquitaine i de centrala delarna av Frankrike. Kommunen ligger i kantonen Saint-Sulpice-les-Champs som tillhör arrondissementet Aubusson. År 2022 hade Saint-Michel-de-Veisse 166 invånare.

## Befolkningsutveckling
Antalet invånare i kommunen Saint-Michel-de-Veisse
Referens:INSEE